# Goran Ivandić
Goran Ivandić, genannt Ipe (* 10. Dezember 1955 in Vareš, Jugoslawien; † 12. Januar 1994 in Belgrad) war ein jugoslawischer Schlagzeuger, der als Mitglied der Rockband Bijelo Dugme bekannt war.

## Leben und Karriere

### Frühe Jahre
Ivandić wurde am 10. Dezember 1955 in der zentralbosnischen Stadt Vareš geboren und zog als kleines Kind mit seiner Familie nach Sarajevo. Während seiner Grundschulzeit nahm Ivandić auch Geigenunterricht.
Erst 1970 fand er wieder zur Musik, als er mit einigen Freunden eine Band gründete. Die Instrumente wurden kostenlos vom Jugendzentrum Boško Buha zur Verfügung gestellt. Ivandić wurde Schlagzeuger der Band, die den Namen Crossroads bekam. Er begann die Schule zu vernachlässigen, da die Band den größten Teil seiner Freizeit in Anspruch nahm. Aufgrund sich verschlechternder schulischer Leistungen, musste Ivandić die zweite Klasse des Gymnasiums wiederholen und wechselte später in die Teilzeit-Sekundarstufe.

### Frühe Karriere
Im Juni 1972 gab Ivandić einen dreimonatigen Sommerauftritt in Trpanj als Teil der Band "Moby Dick".
Nachdem Ivandić nach Sarajevo zurückgekehrt war, erhielt er zahlreiche Angebote von Gruppen, die einen Schlagzeuger suchten. Er beschloss, sich der Band "Rock" anzuschließen. Die Band arbeitete unter anderem mit Gabor Lenđel, der 1974 die Hardrock-Band Teška industrija gründete, zusammen.

### Jutro und Bijelo Dugme
Ivandić spielte immer noch als Schlagzeuger der Band "Rock", als Jutro-Bandleader Goran Bregović im Spätsommer 1973 auf ihn aufmerksam wurde. Bregović suchte einen Ersatz für Šento Borovčanin und lud Ivandić sofort ein. Damit begann Ivandić den ersten seiner drei Stints mit der bald populärsten Band in Jugoslawien. Einige Monate später, am Silvesterabend 1974, änderte Jutro seinen Namen in Bijelo Dugme.
Nachdem Ivandić zusammen mit seiner Band zwei Alben aufgenommen hatte, Kad bi 'bio bijelo dugme und Šta bi dao da si na mom mjestu, erhielt er im Oktober 1976 die Einberufung zum Wehrdienst in der jugoslawischen Volksarmee. Zu diesem Zeitpunkt, bereitete sich die Band sich darauf vor, mit der Aufnahme ihres dritten Albums zu beginnen. Damals noch 20 Jahre alt, wurde er einer in der Hauptstadt Belgrad stationierten Einheit zugeteilt. Sein Nachfolger in der Band war Bregović's alter Begleiter Milić Vukašinović. Ivandić trat der Band unmittelbar nach seiner Rückkehr aus der Armee Mitte 1977 wieder bei, da er vorzeitig entlassen wurde. Er war für „nicht dienstfähig“ erklärt worden.
Der Schlagzeuger trat der Band zu der Zeit wieder bei, als sie mitten in einer katastrophalen Tournee mit Ausrüstungsproblemen und organisatorischen Problemen zu kämpfen hatte.

### Nebenprojekt mit Laza Ristovski, Bijelo Dugme-Austritt und Drogenpleite
Während Bijelo Dugme 1978 eine Pause einlegte, weil Bandleader Bregović in Niš war, um seinen Wehrdienst zu leisten, begannen Ivandić und Bijelo Dugme-Keyboarder Laza Ristovski, an ihrem eigenen Projekt zu arbeiten – einem Album mit dem Titel Stižemo, veröffentlicht mit Laza i Ipe als Interpreten. Das von Ristovski komponierte Album, arrangiert von Ipe, mit Texten von Ranko Boban, wurde im Februar und März 1978 in London aufgenommen. Ivandić, seine Schwester Gordana Ivandić und Goran Kovačević am Gesang, Leb-i-Sol-Leiter Vlatko Stefanovski an der Gitarre, Zlatko Hold am Bass und Ristovski am Keyboard. Das Erscheinungsdatum wurde jedoch aufgrund von Finanzierungsproblemen immer wieder verschoben. Das Plattenlabel Jugoton war nicht davon zu überzeugen, ihre Ausgaben zu decken.
Das Duo, unterstützt von Bijelo Dugme-Sänger Željko Bebek, sorgte während Bregović's Abwesenheit für viele Diskussionen, da sie wollten, dass die Dinge innerhalb der Band in Zukunft anders gehandhabt werden. Die meisten der von ihnen angesprochenen Themen beschränkten sich auf das Schreiben von Credits und die anschließende Aufteilung der Einnahmen. Unzufrieden mit Bregović's pauschaler Ablehnung ihrer Forderungen, verließen die beiden "Bijelo Dugme" Ende Juli 1978, um sich voll und ganz ihrem neuen Projekt zu widmen.
Die Geldprobleme ihres neuen Projekts wurden mit Jugoton gelöst, indem das Material an das ZKP-RTLJ-Label übergeben wurde, während Bijelo-Dugme-Bandkollege Zoran Redžić einen Teil des Geldes erhielt. Das Album Stižemo wurde mit hochwertigem Pressematerial beworben. Es war auch das erste Mal in Jugoslawien, dass das Erscheinungsdatum eines Albums im Voraus öffentlich bekannt gegeben wurde – eine damals weit verbreitete Praxis war es, ein Album zu veröffentlichen und es dann zu bewerben, wenn es bereits im Handel war.
Am 10. September 1978, dem Tag der Veröffentlichung des Albums, wurde Ivandić auf dem Heimweg von einem Spaziergang mit seiner Freundin von einem Zivilpolizisten verhaftet. Ivandić sollte in wenigen Stunden nach Belgrad aufbrechen, wo Ristovski auf ihn wartete, um mit Werbeaktivitäten für das Album zu beginnen. Stattdessen wurde Ivandić zusammen mit anderen Personen wegen einer Reihe von Drogendelikten angeklagt. So begann ein langer Gerichtskampf und die meisten seiner musikalischen Aktivitäten gerieten in den Hintergrund. Er verkaufte sogar sein Schlagzeug und kehrte zu seinem Universitätsstudium zurück, wo er einige Prüfungen an der Fakultät für Politikwissenschaften der Universität von Sarajevo ablegte, an der er für das Journalistenprogramm eingeschrieben war. Bald kehrte er jedoch wieder zur Musik zurück und spielte auf dem Debütalbum Gorim od želje da ubijem noć der 22-jährigen Slađana Milošević von 1979, das in den Studios von PGP-RTB in Belgrad aufgenommen wurde.
Schließlich wurde Ivandić vom Bezirksgericht Sarajevo unter dem Vorsitz des Richters Husein Hubijer zu dreieinhalb Jahren Gefängnis verurteilt, weil er „Haschisch besaß und anderen den Gebrauch von Betäubungsmitteln ermöglichte“. Ebenfalls vom Gericht wegen der gleichen Anklagepunkte verurteilt wurden Goran Kovačević zu anderthalb Jahren und Ranko Boban zu einem Jahr. Zusätzlich wurde Zlatko Hold wegen Behinderung der Justiz zu sechs Monaten Haft verurteilt. Ivandić legte Berufung gegen das Urteil ein und seine Haftstrafe wurde vom Obersten Gerichtshof der SR Bosnien-Herzegowina auf drei Jahre verkürzt.
Er begann, seine Haftstrafe in der Zenica-Justizvollzugsanstalt zu verbüßen. Am 17. Februar 1981 wurde er in das Gefängnis von Foča verlegt, bevor er am 29. November 1982 begnadigt wurde.

### Rückkehr zu Bijelo Dugme und Tod
Nach seiner Freilassung begann er Ende Dezember 1982 eine erneute Zusammenarbeit mit "Bijelo Dugme", die bis zur Auflösung der Band 1989 andauerte.
Mitte der 1980er Jahre nahm er mit seiner langjährigen Freundin Amila Sulejmanović zwei Alben auf, Kakav Divan Dan und Igre Slobode. Nach der Aufnahme der Alben zog Sulejmanović nach London, während Ivandić alle weiteren Projekte stoppte, um sich ganz auf "Bijelo Dugme" zu konzentrieren.
Es ist unklar, wo er nach Kriegsbeginn lebte. Gerüchten zufolge soll er in Belgrad gelebt haben, jedoch in einem Interview, das einige Tage nach seinem Tod 1994 für die kroatische Wochenzeitung Globus geführt wurde, gab Željko Bebek an, dass Ivandić zumindest zum Zeitpunkt ihres letzten Gesprächs in Wien gelebt habe.
Am 12. Januar 1994 fiel Ivandić aus der 6. Etage des Belgrader Hotels Metropol und starb. Es wird allgemein angenommen, dass es sich um einen Suizid handelte, Bebek allerdings äußerte im Interview Zweifel an dieser Theorie.
Goran Ivandić war bis zu seinem Tod mit Dragana Ivandić verheiratet, mit der er einen Sohn, Filip Ivandić (* 1991 in Sarajevo), hatte.